# Gertrude Tuckwell
Pour les articles homonymes, voir Tuckwell.
Gertrude Mary Tuckwell CH (1861–1951) est une syndicaliste anglaise, une assistante sociale, une auteure et une magistrate.

## Jeunesse et éducation
Gertrude Mary Tuckwell est née à Oxford le 25 avril 1861, deuxième fille de Rosa Strong et de William Tuckwell, directeur de la New College School et aumônier du New College, Oxford et autoproclamé « pasteur radical ». Sa mère est la fille aînée du capitaine Henry Strong, un officier de l'armée indienne, dont la sœur cadette, féministe et syndicaliste Emilia Dilke, a un effet profond sur la vie de Tuckwell. Elle a un frère et deux sœurs.
Elle est scolarisée à domicile  dans la tradition chrétienne sociale de sa famille  et formée pour devenir enseignante à Liverpool à partir de 1881.

## Carrière
Tuckwell est enseignante au Bishop Otter College de Chichester de 1882 à 1884, puis enseigne dans une école maternelle ouvrière à Chelsea jusqu'à ce qu'elle soit contrainte de s'arrêter en raison de problèmes de santé en 1890 .
À partir de 1893, elle devient secrétaire de sa tante maternelle, écrivain, suffragette et syndicaliste Emilia Dilke (épouse de Charles Dilke). Elle publie L'État et ses enfants en 1894, contre le travail des enfants. Elle est impliquée dans la Women's Trade Union League à partir de 1891 et succède à Emilia Dilke à la présidence en 1905. En 1908, elle devient présidente de la Fédération nationale des travailleuses et fait campagne pour protéger les femmes contre les accidents du travail tels que l'empoisonnement au plomb et la mâchoire phossy .
En 1908, elle est décrite dans le journal The Woman Worker comme "le pouvoir qui anime une myriade d'organisations. Derrière un paravent de projets d'abolition de la transpiration, d'organisation des femmes, d'interdiction des émaux empoisonnés dans les poteries, d'indemnisation des ouvriers victimes, son esprit alerte est inlassablement en mouvement". Elle prend sa retraite en 1918, mais continue à faire campagne sur les questions de santé publique. Après la mort de Charles Dilke en 1911, en tant que son exécuteur testamentaire littéraire, elle co-écrit une biographie en deux volumes avec Stephen Gwynn ("commencée par Stephen Gwynn, député, complétée et éditée par Gertrude M. Tuckwell") .
Elle est l'exécuteur testamentaire de son père à sa mort en 1919, et il lui a auparavant dédié son livre de 1905 Réminiscences d'un pasteur radical .

## Magistrate
Après l'entrée en vigueur de la Sex Disqualification (Removal) Act 1919 le 23 décembre 1919, Tuckwell est l'une des sept premières femmes nommées juge de paix  et elle est la première femme magistrate à Londres.
Aux côtés des six autres femmes nommées en 1919, Tuckwell est chargée de dresser une liste de femmes aptes à être nommées juges de paix de tout le Royaume-Uni. Une liste de 172 nouvelles femmes magistrates pour l'Angleterre est publiée en juillet 1920, la plupart de celles liées au mouvement ouvrier suggérées par Tuckwell .
Elle est membre fondateur de l'Association des magistrats en 1920 et est membre de son conseil de 1921 à 1940. Elle est présidente de l'Association nationale des agents de probation de 1933 à 1941. En 1930, elle est intronisée dans l'Ordre des Compagnons d'Honneur .
Tuckwell passe les vingt dernières années de sa vie à Little Woodlands, Wormley, Surrey. Elle est décédée le 5 août 1951 au Royal Surrey County Hospital de Guildford .